# Kronprinz-Lichtspiele
Die Kronprinz-Lichtspiele waren ein Kino im Landshuter Haus zum Kronprinzen. Bis zu seiner Schließung 2003 galt es als eines der ältesten Kinos Deutschlands.
Das Altstadthaus wurde um 1460 von dem herzoglichen Rat Dr. Martin Mair gebaut. Von 1481 bis 1503 befand sich darin die Kanzlei Herzog Georgs des Reichen. Später wurde hier die herzogliche bzw. kurfürstliche Regierung untergebracht. Die klassizistische Fassade stammt aus der Zeit um 1780. Zur Erinnerung an die Studienzeit Prinz Ludwigs im Sommer 1803 trägt es seit 1815 den Namen "Zum Kronprinz".
1815 wurde aus dem bis dahin in herzoglichem Besitz befindlichen Bau mit der heute noch erhaltenen klassizistischen Fassade das Feudalhotel "Kronprinz". 1912 übernahm Ignatz Wimmer senior das Hotel und ließ es zu einem Kino umbauen. Es blieb im Familienbesitz der Wimmers, erst übernahm es Anna Wimmer dann Ignatz Wimmer. 1976 wurden es um einen weiteren Raum mit dem Namen "Prinzeß" erweitert. Im Jahr 2003 wurde es aufgrund des Aufkaufs von Kinopolis und des Baus eines Kinos im CCL geschlossen.